# Циденов Олексій Самбуєвич
Циденов Олексій Самбуєвіч (нар. 16 березня 1976, Петровськ-Забайкальський, Читинська область, РРФСР, СРСР) — російський політик. Глава Республіки Бурятія з 22 вересня 2017 року (вріо 7 лютого — 22 вересня 2017 року), Секретар Бурятського регіонального відділення партії «Єдина Росія» з 11 березня 2020 року. Член Вищої ради партії «Єдина Росія».

## Санкції
Олексій Циденов, як голова республіки, що здійснював підтримку, публічне схвалення політики РФ, спрямованої на проведення військових дій та геноцид цивільного населення в Україні, примусові зміни, повалення конституційного ладу, захоплення державної влади, зміни територіального або державного кордону України. Олексій Циденов є підсанкційна особа багатьох країн.
24 грудня 2022 році доданий до санкційного списку США.
1 квітня 2023 року рішенням РНБО доданий до санкційного списку України.